# Прушинський (селище)
Пруши́нський (рос. Прушинский) — селище у складі Зирянського району Томської області, Росія. Входить до складу Чердатського сільського поселення.

## Населення
Населення — 60 осіб (2010; 92 у 2002).
Національний склад (станом на 2002 рік):
- росіяни — 94 %